# Grischa Niermann
Grisha Niermann (Hanóver, Alemania, 3 de noviembre de 1975) es un ciclista alemán. Inició su carrera en 1996 con el equipo Die Continentale, y fue miembro del equipo Rabobank desde 1999. Puso fin a su carrera deportiva tras la disputa de la Vuelta a España 2012. De cara a 2013 se convirtió en director deportivo del Rabobank Continental Team.
El 28 de enero de 2013, Niermann admitió haber consumido EPO para mejorar su rendimiento entre los años 2000 y 2003 cuando militaba en el equipo Rabobank. Esta confesión originó que la federación neerlandesa de ciclismo le suspendiera durante seis meses a contar desde el 15 de febrero de 2013, a pesar de haberse retirado ya como ciclista.

## Palmarés
1998
- 1 etapa de la Vuelta al Algarve
- Tour de Hesse más 1 etapa

1999
- Regio-Tour más 1 etapa

2001
- Vuelta a la Baja Sajonia

2008
- 1 etapa del Regio-Tour

## Resultados en Grandes Vueltas y Campeonatos del Mundo
| Carrera              | Carrera              | 1998 | 1999 | 2000 | 2001 | 2002 | 2003 | 2004 | 2005 | 2006 | 2007 | 2008 | 2009 | 2010 | 2011 | 2012  |
| -------------------- | -------------------- | ---- | ---- | ---- | ---- | ---- | ---- | ---- | ---- | ---- | ---- | ---- | ---- | ---- | ---- | ----- |
|                      | Giro de Italia       | —    | —    | —    | —    | 22.º | —    | —    | 51.º | 55.º | —    | —    | —    | —    | —    | 55.º  |
|                      | Tour de Francia      | —    | —    | 24.º | Ab.  | 51.º | 28.º | 65.º | —    | —    | 86.º | —    | 54.º | 56.º | 71.º | —     |
|                      | Vuelta a España      | —    | 33.º | —    | —    | —    | —    | —    | —    | 72.º | —    | 30.º | —    | 72.º | —    | 103.º |
| Mundial en Ruta      | Mundial en Ruta      | Ab.  | Ab.  | 88.º | Ab.  | —    | —    | —    | —    | —    | —    | —    | 79.º | —    | —    | —     |
| Mundial Contrarreloj | Mundial Contrarreloj | 21.º | —    | —    | —    | —    | —    | —    | —    | —    | —    | —    | —    | —    | —    | —     |

—: no participa

Ab.: abandono